# MBC 뉴스데스크 충북
《MBC 뉴스데스크 충북》은 MBC 충북 TV에서 매주 월요일부터 목요일 오후 8시 30분, 금요일, 일요일 오후 8시 10분에 방송 중인 충북 지역 메인 뉴스 프로그램이다.

## 개요
MBC 충북 뉴스데스크로 읽는다.

## 앵커
청주, 충주 통합 진행 이전
기존에는 청주, 충주 각각 모든 뉴스를 분리 편성하여 진행했으나 일자미상으로 주말 뉴스데스크는 청주, 충주 일정기간 교대로 진행 및 수중계로 전환했다. 2016년 10월 1일부터 청주문화방송과 충주문화방송이 통합해 MBC 충북을 출범하지만 주중 뉴스데스크는 기존대로 청주, 충주 각각 편성 및 진행하며 주말, 휴일 방송분만 청주에서 충주 아나운서들도 투입해 진행한다.
- 청주방송국

| 대수 | 앵커   | 앵커   | 진행 기간                          | 비고 |
| 대수 | 남성   | 여성   | 진행 기간                          | 비고 |
| ---- | ------ | ------ | ---------------------------------- | ---- |
| 1대  | 이영락 | 조혜선 | 일자 미상 ~ 일자 미상              |      |
| 2대  | 이해승 | 이은지 | 일자 미상 ~ 일자 미상              |      |
| 3대  | 이영락 | 이은지 | 일자 미상 ~ 2018년 3월 30일        |      |
| 4대  | 이영락 | 조미애 | 2018년 4월 2일 ~ 2018년 4월 6일    |      |
| 5대  | 이영락 | 김지윤 | 2018년 4월 9일 ~ 2019년 10월 10일  |      |
| 6대  | 이영락 | 빈칸   | 2019년 10월 14일 ~ 2019년 11월 5일 |      |
| 임시 | 구본상 | 빈칸   | 2019년 11월 6일 ~ 2019년 11월 8일  |      |
| 7대  | 이영락 | 정미정 | 2019년 11월 11일 ~ 2020년 9월 29일 |      |
| 8대  | 빈칸   | 정미정 | 2020년 10월 5일 ~ 2021년 4월 30일  |      |

- 충주방송국

| 대수 | 앵커   | 앵커   | 진행 기간                   | 비고  |
| 대수 | 남성   | 여성   | 진행 기간                   | 비고  |
| ---- | ------ | ------ | --------------------------- | ----- |
| 1대  | 구본상 | 빈칸   | 일자 미상 ~ 일자 미상       |       |
| 2대  | 신병관 | 빈칸   | 일자 미상 ~ 일자 미상       |       |
| 3대  | 빈칸   | 오명신 | 일자 미상 ~ 2018년 3월 30일 | [ 1 ] |

- 청주, 충주 통합 진행

2021년 5월 3일부터 충주방송국도 청주방송국 뉴스데스크 주중 방송분을 수중계 한다. 진행자도 모두 청주방송국에서 진행한다.
| 대수 | 앵커   | 앵커   | 진행 기간                          | 비고  |
| 대수 | 남성   | 여성   | 진행 기간                          | 비고  |
| ---- | ------ | ------ | ---------------------------------- | ----- |
| 1대  | 빈칸   | 정미정 | 2021년 5월 3일 ~ 2021년 10월 29일  |       |
| 임시 | 구본상 | 빈칸   | 2021년 11월 1일 ~ 2021년 11월 5일  |       |
| 임시 | 신병관 | 빈칸   | 2021년 11월 8일 ~ 2021년 11월 12일 |       |
| 2대  | 빈칸   | 이은영 | 2021년 11월 15일 ~ 2023년 9월 29일 |       |
| 3대  | 구본상 | 빈칸   | 2023년 10월 2일 ~ 2023년 10월 3일  |       |
| 4대  | 이병선 | 빈칸   | 2023년 10월 4일 ~ 2023년 10월 20일 |       |
| 5대  | 빈칸   | 김희수 | 2023년 10월 23일 ~ 2024년 5월 30일 |       |
| 임시 | 구본상 | 빈칸   | 2024년 5월 31일                    |       |
| 6대  | 김영일 | 김희수 | 2024년 6월 3일 ~ 2025년 2월 21일   | [ 2 ] |
| 7대  | 빈칸   | 김희수 | 2025년 2월 24일 ~ 현재             |       |

### 일요일
| 대수 | 진행자 | 진행자 | 진행 기간              | 비고 |
| 대수 | 남성   | 여성   | 진행 기간              | 비고 |
| ---- | ------ | ------ | ---------------------- | ---- |
| 1대  | 빈칸   | 권미정 | 2025년 3월 30일 ~ 현재 |      |

## 경쟁 프로그램
- KBS 뉴스 9 충북 (KBS 청주 1TV)
- CJB 8 뉴스 (CJB TV)